# Olympische Sommerspiele 2016/Teilnehmer (Marshallinseln)
| Gelbes Symbol für Goldmedaillen mit stilisierten Olympischen Ringen | Graues Symbol für Silbermedaillen mit stilisierten Olympischen Ringen | Braundes Symbol für Bronzemedaillen mit stilisierten Olympischen Ringen |
| ------------------------------------------------------------------- | --------------------------------------------------------------------- | ----------------------------------------------------------------------- |
| —                                                                   | —                                                                     | —                                                                       |

Die Marshallinseln nahmen in Rio de Janeiro an den Olympischen Spielen 2016 teil. Es war die insgesamt dritte Teilnahme an Olympischen Sommerspielen. Das Marshall Islands National Olympic Committee nominierte fünf Athleten in drei Sportarten.

## Teilnehmer nach Sportarten

### Gewichtheben
| Athleten        | Wettbewerb       | Reißen  | Reißen | Stoßen  | Stoßen | Zweikampf | Zweikampf | Rang |
| Athleten        | Wettbewerb       | Gewicht | Rang   | Gewicht | Rang   | Gewicht   | Rang      | Rang |
| --------------- | ---------------- | ------- | ------ | ------- | ------ | --------- | --------- | ---- |
| Frauen          |                  |         |        |         |        |           |           |      |
| Mathlynn Sasser | Klasse bis 58 kg | 87 kg   | 11     | 112 kg  | 10     | 199 kg    | 11        | 11   |

### Leichtathletik
Laufen und Gehen
| Athleten       | Wettbewerb | Vorlauf | Vorlauf | Runde 1       | Runde 1       | Halbfinale    | Halbfinale    | Finale        | Finale        | Rang |
| Athleten       | Wettbewerb | Zeit    | Rang    | Zeit          | Rang          | Zeit          | Rang          | Zeit          | Rang          | Rang |
| -------------- | ---------- | ------- | ------- | ------------- | ------------- | ------------- | ------------- | ------------- | ------------- | ---- |
| Frauen         |            |         |         |               |               |               |               |               |               |      |
| Mariana Cress  | 100 m      | 13,20 s | 18      | ausgeschieden | ausgeschieden | ausgeschieden | ausgeschieden | ausgeschieden | ausgeschieden | 82   |
| Männer         |            |         |         |               |               |               |               |               |               |      |
| Richson Simeon | 100 m      | 11,81 s | 21      | ausgeschieden | ausgeschieden | ausgeschieden | ausgeschieden | ausgeschieden | ausgeschieden | 91   |

### Schwimmen
| Athleten         | Wettbewerb    | Vorlauf | Vorlauf | Halbfinale    | Halbfinale    | Finale        | Finale        | Rang |
| Athleten         | Wettbewerb    | Zeit    | Rang    | Zeit          | Rang          | Zeit          | Rang          | Rang |
| ---------------- | ------------- | ------- | ------- | ------------- | ------------- | ------------- | ------------- | ---- |
| Frauen           |               |         |         |               |               |               |               |      |
| Colleen Furgeson | 50 m Freistil | 28,16 s | 58      | ausgeschieden | ausgeschieden | ausgeschieden | ausgeschieden | 58   |
| Männer           |               |         |         |               |               |               |               |      |
| Giordan Harris   | 50 m Freistil | 25,81 s | 63      | ausgeschieden | ausgeschieden | ausgeschieden | ausgeschieden | 63   |